# Lessagou Habe
Lessagou Habe es una comuna o municipio del círculo de Bankass de la región de Mopti, en Malí. En abril de 2009 tenía una población censada de 15 552 habitantes.
Se encuentra ubicada en el centro del país, junto a la frontera con Burkina Faso.